# Società Sportiva Calcio Napoli 1985-1986
Questa voce raccoglie le informazioni riguardanti la Società Sportiva Calcio Napoli nelle competizioni ufficiali della stagione 1985-1986.

## Stagione
Nella stagione 1985-1986 il Napoli di Ottavio Bianchi ottiene un ottimo terzo posto con 39 punti, alle spalle della Juventus che ritorna a vincere lo scudetto con 45 punti, e la Roma con 41 punti, che cede il passo ai piemontesi, nelle ultime due giornate. Questo buon piazzamento permette alla squadra partenopea di partecipare l'anno seguente alla Coppa UEFA. Il fuoriclasse argentino Maradona con 13 reti è stato il miglior marcatore napoletano, delle quali 2 in Coppa Italia e 11 reti in campionato. Discreto anche il bottino di Bruno Giordano, arrivato dalla Lazio, autore di 11 reti, 1 in Coppa e 10 reti in campionato. Nella Coppa Italia il Napoli disputa il secondo girone di qualificazione, ottenendo 6 punti, frutto di due vittorie e due pareggi, passano agli ottavi di finale il Lanerossi Vicenza, primo con 7 punti, ed il Padova con 6 punti, ma una miglior differenza reti rispetto al Napoli ed al Lecce.

## Divise e sponsor

Il neoacquisto Bruno Giordano in azione nel precampionato con la seconda maglia bianca

Lo sponsor tecnico per la stagione 1985-1986 fu Ennerre, mentre lo sponsor ufficiale fu Buitoni.
| Casa | Trasferta |

## Organigramma societario
Area direttiva
- Presidente: Corrado Ferlaino
- Assistente del presidente: Italo Allodi
- General manager: Pierpaolo Marino
- Capo ufficio stampa: Carlo Iuliano
- Segretario generale: Alberto Lievore

Area tecnica
- Allenatore: Ottavio Bianchi
- Allenatore in seconda: Domenico Casati
- Preparatore atletico: Prof. Ernesto Milano

## Rosa

Claudio Garella, nuovo numero uno azzurro

| N. |                   | Ruolo | Calciatore                      |
| -- | ----------------- | ----- | ------------------------------- |
|    | Italia (bandiera) | P     | Claudio Garella                 |
|    | Italia (bandiera) | P     | Enrico Zazzaro                  |
|    | Italia (bandiera) | D     | Giuseppe Bruscolotti (capitano) |
|    | Italia (bandiera) | D     | Antonio Carannante              |
|    | Italia (bandiera) | D     | Ciro Ferrara                    |
|    | Italia (bandiera) | D     | Ciro Ferrara (II)               |
|    | Italia (bandiera) | D     | Moreno Ferrario                 |
|    | Italia (bandiera) | D     | Massimo Filardi                 |
|    | Italia (bandiera) | D     | Raimondo Marino                 |
|    | Italia (bandiera) | D     | Alessandro Renica               |
|    | Italia (bandiera) | C     | Salvatore Bagni                 |

| N. |                      | Ruolo | Calciatore             |
| -- | -------------------- | ----- | ---------------------- |
|    | Italia (bandiera)    | C     | Ruben Buriani          |
|    | Italia (bandiera)    | C     | Luigi Caffarelli       |
|    | Italia (bandiera)    | C     | Costanzo Celestini     |
|    | Italia (bandiera)    | C     | Giuseppe Cimmaruta     |
|    | Italia (bandiera)    | C     | Massimiliano Favo      |
|    | Italia (bandiera)    | C     | Eraldo Pecci           |
|    | Italia (bandiera)    | A     | Francesco Baiano       |
|    | Argentina (bandiera) | A     | Daniel Bertoni         |
|    | Italia (bandiera)    | A     | Bruno Giordano         |
|    | Argentina (bandiera) | A     | Diego Armando Maradona |
|    | Italia (bandiera)    | A     | Domenico Penzo         |

## Calciomercato

### Sessione estiva
Il direttore generale Italo Allodi spende 11 miliardi di lire per gli acquisti di Claudio Garella, Massimo Filardi, Alessandro Renica ed Eraldo Pecci.
| Acquisti | Acquisti          | Acquisti   | Acquisti   |
| R.       | Nome              | da         | Modalità   |
| -------- | ----------------- | ---------- | ---------- |
| P        | Claudio Garella   | Verona     | definitivo |
| D        | Alessandro Renica | Sampdoria  | definitivo |
| C        | Eraldo Pecci      | Fiorentina | definitivo |
| C        | Ruben Buriani     | Roma       | prestito   |
| D        | Massimo Filardi   | Varese     | definitivo |
| A        | Bruno Giordano    | Lazio      | definitivo |

| Cessioni | Cessioni         | Cessioni | Cessioni   |
| R.       | Nome             | a        | Modalità   |
| -------- | ---------------- | -------- | ---------- |
| D        | Marco De Simone  | Catania  | definitivo |
| C        | Walter De Vecchi | Bologna  | definitivo |
| D        | Simone Boldini   | Atalanta | definitivo |
| C        | Paolo Dal Fiume  | Udinese  | definitivo |
| D        | Ugo Napolitano   | Campania | prestito   |
| C        | Pietro Puzone    | Catania  | prestito   |

## Risultati

### Serie A

#### Girone di andata
| Arbitro: | Bianciardi (Siena) |

|                             |           |                   |
| Giordano 32’ D. Bertoni 43’ | Marcatori | 78’ (aut.) Marino |

| Arbitro: | Lanese (Messina) |

|               |           |              |
| Berggreen 33’ | Marcatori | 50’ Giordano |

| Arbitro: | Lo Bello (Siracusa) |

|            |           |  |
| Renica 51’ | Marcatori |  |

| Arbitro: | Pieri (Genova) |

|                     |           |               |
| Maradona 52’ (rig.) | Marcatori | 37’ Tovalieri |

| Lecce 6 ottobre 1985 5ª giornata | Lecce            | 0 – 0 referto | Napoli | Stadio Via del Mare (45 689 spett.)\| Arbitro: \| Casarin (Milano) \| |
| Arbitro:                         | Casarin (Milano) |               |        |                                                                       |

| Firenze 13 ottobre 1985 6ª giornata | Fiorentina       | 0 – 0 referto | Napoli | Stadio Comunale (56 259 spett.)\| Arbitro: \| Lanese (Messina) \| |
| Arbitro:                            | Lanese (Messina) |               |        |                                                                   |

| Arbitro: | Lo Bello (Siracusa) |

|                                                              |           |  |
| Giordano 21’ Bagni 48’ Maradona 58’ D. Bertoni 83’ Pecci 85’ | Marcatori |  |

| Arbitro: | Bergamo (Livorno) |

|                     |           |              |
| Sabato 45’ Comi 54’ | Marcatori | 87’ Maradona |

| Arbitro: | Redini (Pisa) |

|              |           |  |
| Maradona 72’ | Marcatori |  |

| Arbitro: | Longhi (Roma) |

|                  |           |              |
| Brady 73’ (rig.) | Marcatori | 49’ Maradona |

| Arbitro: | Mattei (Macerata) |

|             |           |               |
| Maradona 9’ | Marcatori | 79’ Galparoli |

| Arbitro: | Casarin (Milano) |

|         |           |                   |
| Sola 3’ | Marcatori | 12’, 59’ Giordano |

| Arbitro: | Lanese (Messina) |

|                        |           |  |
| Giordano 76’ Bagni 86’ | Marcatori |  |

| Arbitro: | Lo Bello (Siracusa) |

|                         |           |  |
| Lorenzo 14’ Mancini 41’ | Marcatori |  |

| Arbitro: | Magni (Bergamo) |

|              |           |  |
| Giordano 59’ | Marcatori |  |

#### Girone di ritorno
| Arbitro: | Paparesta (Bari) |

|                   |           |                     |
| Renica 55’ (aut.) | Marcatori | 83’ (rig.) Maradona |

| Arbitro: | Lombardo (Marsala) |

|  |           |               |
|  | Marcatori | 39’ Berggreen |

| Bergamo 19 gennaio 1986 18ª giornata | Atalanta                     | 0 – 0 referto | Napoli | Stadio Comunale (34 822 spett.)\| Arbitro: \| Agnolin (Bassano del Grappa) \| |
| Arbitro:                             | Agnolin (Bassano del Grappa) |               |        |                                                                               |

| Arbitro: | Magni (Bergamo) |

|                        |           |  |
| Gerolin 42’ Boniek 61’ | Marcatori |  |

| Arbitro: | Longhi (Roma) |

|                |           |  |
| D. Bertoni 43’ | Marcatori |  |

| Napoli 16 febbraio 1986 21ª giornata | Napoli              | 0 – 0 referto | Fiorentina | Stadio San Paolo (66 074 spett.)\| Arbitro: \| Lo Bello (Siracusa) \| |
| Arbitro:                             | Lo Bello (Siracusa) |               |            |                                                                       |

| Arbitro: | Bianciardi (Siena) |

|                                    |           |                          |
| Sacchetti 28’ Galderisi 53’ (rig.) | Marcatori | 55’ (rig.), 80’ Maradona |

| Arbitro: | Magni (Bergamo) |

|                                              |           |                |
| G. Ferri 15’ (aut.) Caffarelli 16’ Bagni 50’ | Marcatori | 14’ P. Mariani |

| Arbitro: | Lo Bello (Siracusa) |

|          |           |                   |
| Brio 49’ | Marcatori | 34’ (aut.) Favero |

| Arbitro: | Pairetto (Torino) |

|                     |           |  |
| Maradona 71’ (rig.) | Marcatori |  |

| Arbitro: | Casarin (Milano) |

|                       |           |  |
| A. Carnevale 20’, 61’ | Marcatori |  |

| Arbitro: | Sguizzato (Verona) |

|            |           |  |
| Renica 50’ | Marcatori |  |

| Arbitro: | Paparesta (Bari) |

|                   |           |                           |
| Di Bartolomei 59’ | Marcatori | 12’ Giordano 23’ Maradona |

| Arbitro: | Pairetto (Torino) |

|                                      |           |  |
| Giordano 28’ Bagni 40’ Celestini 85’ | Marcatori |  |

| Arbitro: | Baldas (Trieste) |

|  |           |              |
|  | Marcatori | 52’ Giordano |

### Coppa Italia

#### Primo turno
| Napoli 21 agosto 1985 1ª giornata | Napoli         | 0 – 0 | Pescara | Stadio San Paolo\| Arbitro: \| Boschi (Parma) \| |
| Arbitro:                          | Boschi (Parma) |       |         |                                                  |

| Arbitro: | Longhi (Roma) |

|             |           |  |
| Filippi 30’ | Marcatori |  |

| Padova 28 agosto 1985 3ª giornata | Padova           | 0 – 0 | Napoli | Stadio Silvio Appiani\| Arbitro: \| Lanese (Messina) \| |
| Arbitro:                          | Lanese (Messina) |       |        |                                                         |

| Arbitro: | Magni (Bergamo) |

|                                          |           |                   |
| Maradona 5’, 35’ (rig.) Manzo 77’ (aut.) | Marcatori | 25’ (rig.) Billia |

| Arbitro: | Mattei (Macerata) |

|                        |           |  |
| Giordano 23’ Bagni 85’ | Marcatori |  |

## Statistiche

### Statistiche di squadra
| Competizione | Punti | In casa | In casa | In casa | In casa | In casa | In casa | In trasferta | In trasferta | In trasferta | In trasferta | In trasferta | In trasferta | Totale | Totale | Totale | Totale | Totale | Totale | DR  |
| Competizione | Punti | G       | V       | N       | P       | Gf      | Gs      | G            | V            | N            | P            | Gf           | Gs           | G      | V      | N      | P      | Gf     | Gs     | DR  |
| ------------ | ----- | ------- | ------- | ------- | ------- | ------- | ------- | ------------ | ------------ | ------------ | ------------ | ------------ | ------------ | ------ | ------ | ------ | ------ | ------ | ------ | --- |
| Serie A      | 39    | 15      | 11      | 3       | 1       | 23      | 5       | 15           | 3            | 8            | 4            | 12           | 16           | 30     | 14     | 11     | 5      | 35     | 21     | +14 |
| Coppa Italia |       | 3       | 2       | 1       | 0       | 5       | 1       | 2            | 0            | 1            | 1            | 0            | 1            | 5      | 2      | 2      | 1      | 5      | 2      | +3  |
| Totale       |       | 18      | 13      | 4       | 1       | 28      | 6       | 17           | 3            | 9            | 5            | 12           | 17           | 35     | 16     | 13     | 6      | 40     | 23     | +17 |

### Andamento in campionato
| Giornata  | 1 | 2 | 3 | 4 | 5 | 6 | 7 | 8 | 9 | 10 | 11 | 12 | 13 | 14 | 15 | 16 | 17 | 18 | 19 | 20 | 21 | 22 | 23 | 24 | 25 | 26 | 27 | 28 | 29 | 30 |
| --------- | - | - | - | - | - | - | - | - | - | -- | -- | -- | -- | -- | -- | -- | -- | -- | -- | -- | -- | -- | -- | -- | -- | -- | -- | -- | -- | -- |
| Luogo     | C | T | C | C | T | T | C | T | C | T  | C  | T  | C  | T  | C  | T  | C  | T  | T  | C  | C  | T  | C  | T  | C  | T  | C  | T  | C  | T  |
| Risultato | V | N | V | N | N | N | V | P | V | N  | N  | V  | V  | P  | V  | N  | P  | N  | P  | V  | N  | N  | V  | N  | V  | P  | V  | V  | V  | V  |
| Posizione | 1 | 4 | 2 | 2 | 2 | 3 | 3 | 4 | 3 | 3  | 2  | 2  | 2  | 2  | 2  | 2  | 3  | 3  | 4  | 3  | 3  | 3  | 3  | 3  | 3  | 3  | 3  | 3  | 3  | 3  |

Fonte: http://calcio-seriea.net/allenatori_squadra/1985/924/
Legenda:

Luogo: C = Casa; T = Trasferta. Risultato: V = Vittoria; N = Pareggio; P = Sconfitta.

### Statistiche dei giocatori
| Giocatore      | Serie A  | Serie A | Serie A     | Serie A    | Coppa Italia | Coppa Italia | Coppa Italia | Coppa Italia | Totale   | Totale | Totale      | Totale     |
| Giocatore      | Presenze | Reti    | Ammonizioni | Espulsioni | Presenze     | Reti         | Ammonizioni  | Espulsioni   | Presenze | Reti   | Ammonizioni | Espulsioni |
| -------------- | -------- | ------- | ----------- | ---------- | ------------ | ------------ | ------------ | ------------ | -------- | ------ | ----------- | ---------- |
| S. Bagni       | 27       | 4       | ?           | ?          | 3            | 1            | ?            | ?            | 30       | 5      | ?           | ?          |
| F. Baiano      | 4        | 0       | ?           | ?          | 3            | 0            | ?            | ?            | 7        | 0      | ?           | ?          |
| D. Bertoni     | 26       | 3       | ?           | ?          | 3            | 0            | ?            | ?            | 29       | 3      | ?           | ?          |
| G. Bruscolotti | 25       | 0       | ?           | ?          | 4            | 0            | ?            | ?            | 29       | 0      | ?           | ?          |
| R. Buriani     | 5        | 0       | ?           | ?          | 4            | 0            | ?            | ?            | 9        | 0      | ?           | ?          |
| L. Caffarelli  | 26       | 1       | ?           | ?          | 5            | 0            | ?            | ?            | 31       | 1      | ?           | ?          |
| A. Carannante  | 20       | 0       | ?           | ?          | 4            | 0            | ?            | ?            | 24       | 0      | ?           | ?          |
| C. Celestini   | 25       | 1       | ?           | ?          | 5            | 0            | ?            | ?            | 30       | 1      | ?           | ?          |
| G. Cimmaruta   | 1        | 0       | ?           | ?          | 2            | 0            | ?            | ?            | 3        | 0      | ?           | ?          |
| M. Favo        | 5        | 0       | ?           | ?          | -            | -            | -            | -            | 5        | 0      | 0+          | 0+         |
| C. Ferrara     | 14       | 0       | ?           | ?          | 2            | 0            | ?            | ?            | 16       | 0      | ?           | ?          |
| M. Ferrario    | 26       | 0       | ?           | ?          | -            | -            | -            | -            | 26       | 0      | 0+          | 0+         |
| M. Filardi     | 26       | 0       | ?           | ?          | 3            | 0            | ?            | ?            | 29       | 0      | ?           | ?          |
| C. Garella     | 30       | -21     | ?           | ?          | 5            | -2           | ?            | ?            | 35       | -23    | ?           | ?          |
| B. Giordano    | 25       | 10      | ?           | ?          | 5            | 1            | ?            | ?            | 30       | 11     | ?           | ?          |
| D. Maradona    | 29       | 11      | ?           | ?          | 2            | 2            | ?            | ?            | 31       | 13     | ?           | ?          |
| R. Marino      | 12       | 0       | ?           | ?          | 5            | 0            | ?            | ?            | 17       | 0      | ?           | ?          |
| E. Pecci       | 24       | 1       | ?           | ?          | 5            | 0            | ?            | ?            | 29       | 1      | ?           | ?          |
| D. Penzo       | 6        | 0       | ?           | ?          | -            | -            | -            | -            | 6        | 0      | 0+          | 0+         |
| A. Renica      | 28       | 2       | ?           | ?          | 5            | 0            | ?            | ?            | 33       | 2      | ?           | ?          |